# The New Seekers
A The New Seekers egy brit könnyűzenei együttes volt. 1969-ben alapították meg. Az Egyesült Királyság színeiben részt vettek az 1972-es Eurovíziós Dalfesztiválon Beg, Steal or Borrow című dalukkal, ahol második helyezést értek el.